# Mycetia sumatrana
Mycetia sumatrana är en måreväxtart som beskrevs av Elmer Drew Merrill. Mycetia sumatrana ingår i släktet Mycetia och familjen måreväxter.
Artens utbredningsområde är Sumatera. Inga underarter finns listade i Catalogue of Life.